# Zaumol
 Zaumol  falu Horvátországban, a Tengermellék-Hegyvidék megyében. Közigazgatásilag  Vrbovskóhoz tartozik.

## Fekvése
Fiumétól 53 km-re északkeletre, községközpontjától 10 km-re északra, a Kulpa jobb partján a szlovén határ mellett fekszik.

## Története
A településnek 1857-ben 85, 1910-ben 70 lakosa volt. Trianonig Modrus-Fiume vármegye Vrbovskói járásához tartozott. 2011-ben 39 lakosa volt.

## Lakosság
| Lakosság változása | Lakosság változása | Lakosság változása | Lakosság változása | Lakosság változása | Lakosság változása | Lakosság változása | Lakosság változása | Lakosság változása | Lakosság változása | Lakosság változása | Lakosság változása | Lakosság változása | Lakosság változása | Lakosság változása | Lakosság változása |
| ------------------ | ------------------ | ------------------ | ------------------ | ------------------ | ------------------ | ------------------ | ------------------ | ------------------ | ------------------ | ------------------ | ------------------ | ------------------ | ------------------ | ------------------ | ------------------ |
| 1857               | 1869               | 1880               | 1890               | 1900               | 1910               | 1921               | 1931               | 1948               | 1953               | 1961               | 1971               | 1981               | 1991               | 2001               | 2011               |
| 85                 | 67                 | 83                 | 80                 | 65                 | 70                 | 56                 | 72                 | 69                 | 59                 | 49                 | 50                 | 40                 | 41                 | 39                 | 39                 |